# Peeping Tom (banda)
Peeping Tom es una banda de pop encabezada por Mike Patton.  El nombre de la banda y del disco provienen de la película de 1960 Peeping Tom del director Michael Powell.
Patton concibió la idea de realizar un acercamiento a un lado de trip hop, baladas y pop componiendo varios temas que aparecerían en  el disco en el 2000 pero el proyecto se vio postergado por sus múltiples trabajos en otros proyectos.
El primer disco que lleva el  nombre de la banda y cuenta con varias colaboraciones, fue lanzado el 30 de mayo de 2006 con el sello discográfico de Patton, Ipecac Recordings. El álbum fue armado intercambiando archivos de canciones vía correo con colaboradores como Norah Jones, Kool Keith, y Massive Attack, entre otros. Es posible que la banda lance un segundo y un tercer disco.
Patton declaró sobre Peeping Tom: «No escucho la radio, pero si lo hiciera, esto es lo que me gustaría que suene. Esta es mi versión de la música pop. En cierto modo, este es un ejercicio para mí: de tomar las cosas que he aprendido a lo largo de los años y ponerlas en un formato pop».
Para el sencillo Mojo se realizó un video musical dirigido por Matt McDermitt donde parodia el contenido de diferentes cadenas y shows de televisión con actuaciones de Danny DeVito, Mark Hoppus of Blink-182, Rachel Hunter y Dan the Automator, Rahzel y Patton. 
La banda hizo su debut en vivo el 26 de mayo de 2006 en el show de Conan O'Brien.

## Artistas que han tocado con Peeping Tom
- Rahzel
- Dan the Automator
- Rob Swift
- Dub Trio
- Imani Coppola
- Kid Koala
- Kool Keith
- Norah Jones
- Massive Attack
- Z-Trip
- Butterscotch
- DJ Quest
- DJ D-Sharp
- Amon Tobin

## Discografía
- Demo (2001)
- Peeping Tom (2006)

### Sencillos
- Mojo (2006)
- We're Not Alone (2007)

### Videos Musicales
- Mojo (2006)